# Jade Carey
Jade Carey, född 27 maj 2000, är en amerikansk gymnast.

## Biografi
Carey har studerat vid Oregon State University, och började tävla i gymnastik på elitnivå vid 17 års ålder. Vid sommar OS 2020 tog hon guld i fristående. Hon har ingått i USA:s lag som vunnit VM-guld 2019 och 2022. 2022 vann hon VM-guld i hopp. Hon är uttagen att tävla i OS 2024.